# Austin James
Austin James, all'anagrafe Austin Wojciechowski (Ocala, 5 gennaio 1994), è un attore statunitense, noto per il film L'ultima ricchezza e per la webserie Roommates.

## Biografia
Austin James è nato il 5 gennaio 1994 a Ocala, in Florida. Quando era ancora un bambino la sua famiglia si trasferì in un allevamento di cavalli e bestiame nella cittadina di Tarpley, in Texas. Austin gareggiò in diversi rodei per giovani classificandosi a livello nazionale.
A sedici anni vinse un provino e si trasferì ad Hollywood dove recitò in diversi spot pubblicitari. Nel 2011 esordì come attore recitando nel cortometraggio Take Control. Nel 2013 recitò nel film L'ultima ricchezza.

### Vita privata
Il 7 settembre 2017 Austin ha sposato l'attrice Gatlin Green.

## Filmografia

### Attore

#### Cinema
- Take Control, regia di Chad Overman  - cortometraggio (2011)
- Supernatural Activity, regia di Derek Lee Nixon (2012)
- L'ultima ricchezza (The Ultimate Life), regia di Michael Landon Jr. (2013)
- Brooke Sorenson: No Ordinary Sky, regia di Tonda Ros - cortometraggio (2014)
- Nowhere, regia di Joel M. Darden - cortometraggio (2015)
- Salt, regia di Alex Yonks - cortometraggio (2015)
- Inner Fear, regia di Spencer Brod (2015)
- 12,000 Pounds, regia di Chase Baker - cortometraggio (2016)
- Here, regia di Chase Baker - cortometraggio (2017)
- 7 sconosciuti a El Royale (Bad Times at the El Royale), regia di Drew Goddard (2018) Non accreditato
- Emerson Heights, regia di Jennifer Hook (2020)
- Birdie, regia di Gregory Alan Williams (2021)

#### Televisione
- See Dad Run - serie TV, 1 episodio (2013)
- Scandal - serie TV, 1 episodio (2014)
- Astrid Clover - serie TV, 5 episodi (2015)
- Criminal Minds: Beyond Borders - serie TV, 1 episodio (2016)
- Il segreto del suo passato (His Secret Past), regia di Randy Carter – film TV (2016)
- Roommates - webserie, 23 episodi (2016)

### Sceneggiatore
- Emerson Heights, regia di Jennifer Hook (2020)

### Produttore
- Roommates - webserie, 23 episodi (2016)
- Emerson Heights, regia di Jennifer Hook (2020)